# پلاک ۱۴
پلاک ۱۴ یک مجموعه تلویزیونی محصول سال ۱۳۷۹ به کارگردانی مهران مدیری،  نویسندگی سروش صحت و حمید برزگر و مهراب قاسم خانی و تهیه‌کنندگی محمد طالبی کاشانی می‌باشد که از شبکه سه پخش شد.
پلاک ۱۴ برنامه‌ای طنز شامل موضوعات خانوادگی و اجتماعی است که در خانواده دو برادر به نام‌های فراز و فرود اتفاق می‌افتد. این مجموعه در ساعت ۲۱ پخش می شد.

## بازیگران
- مهران مدیری
- رابعه اسکویی
- محمدرضا هدایتی
- رامین ناصرنصیر
- جواد عابدی
- علی ابوالحسنی
- رامین پورایمان
- سروش صحت
- عارف لرستانی
- رامین حاج عظیمی
- مژده لواسانی